# اولیگو دی متیل هیدرو سیلوکسان
اولیگو دی متیل هیدرو سیلوکسان (به انگلیسی: Oligo dimethyl hydro siloxane)
فاقد حلال، آب امولسیون از اولیگو دی متیل هیدرو سیلوکسان و روغن‌های معدنی

## کاربرد
- در صنایع پشم شیشه و پشم سنگ: مورد استفاده برای ضد گرد و غبار و ضد آب نمودن محصولات معدنی بر اساس بازالت و شیشه.
- برای حذف کردن و عملیات پس دهندگی آب مواد مختلف، شامل فایبر گلاس و محصولات پشم معدنی که توسط رزین فنول-فرمالدئید فرآوری شده‌اند.

## ویژگی‌ها
- جلوگیری از تشکیل گرد و غبار ریز در روند تولید پشم شیشه، در نتیجه باعث بهبود شرایط کار کارکنان تولید می‌گردد.
- جذب آب عایق‌ها از پشم شیشه را کاهش می‌دهد، باعث بالا بردن و بهبود عملکرد عایق‌ها می‌شود.
- باعث استفاده آسانتر، نصب و سرعت عمل در استفاده از مواد فرآوری شده می‌گردد.
- کاهش اثرات مضر گرد و غبار بر روی بدن انسان در هنگام قرار گرفتن در معرض مواد معدنی.
- افزایش الاستیسیته پانل‌های عایق حرارتی.

## روش‌های استفاده
مقدار استفاده از امولسیون بستگی به خواص مورد نظر محصول نهایی دارد، بنابراین توصیه عمومی داده نمی‌شود. برای تعیین میزان مورد استفاده لازم به انجام آزمون‌های فردی می‌باشد. در بسیاری از موارد کافی به اضافه نمودن ۰٫۶–۱٫۲٪ امولسیون از وزن خشک پشم شیشه می‌باشد.
| نام پارامتر و واحد اندازه‌گیری       | استاندارد                                            |
| ----------------------------------- | ---------------------------------------------------- |
| ظاهر                                | مایع همگن بدون نا خالصی مکانیکی. رنگ تعریف نشده است. |
| محتوی جرمی ماده غیر فرار، % حداقل   | ۴۸                                                   |
| چگالی قیفی شکل،c                    | ۳۰–۱۵۰                                               |
| پایداری در هنگام رقیق سازی،h، حداقل | ۲۴                                                   |

## اطلاعات ایمنی
- این عامل غیر سمی، و ضد آتش و انفجار می‌باشد و کمی حساسیت زاست.